# Bildtafel der Binnenschifffahrtszeichen in Deutschland
Diese Bildtafel der Schifffahrtszeichen in Deutschland beinhaltet die gültigen Schifffahrtszeichen gemäß Anlage 7 der Binnenschifffahrtsstraßen-Ordnung (Stand Oktober 2019).

## Binnenschifffahrt
Die hier abgebildeten Schifffahrtszeichen entsprechen denen in Anlage 7 der Binnenschifffahrtsstraßen-Ordnung aufgeführten Zeichen.

### Verbotszeichen

A.1 Verbot der Durchfahrt und Sperrung der Schifffahrt
A.1 Brücke, Sperrwerk, oder Schleuse geschlossen
A.1 Anlage dauerhaft gesperrt
A.1 Verbot der Durchfahrt und Sperrung der Schifffahrt
A.1 Vorübergehendes Verbot der Durchfahrt und Sperrung der Schifffahrt
A.1 Langdauerndes Verbot der Durchfahrt und Sperrung der Schifffahrt
A.1a Gesperrte Wasserflächen; jedoch für ein Kleinfahrzeug ohne Antriebsmaschine befahrbar.
A.2 Überholverbot, allgemein
A.3 Überholverbot für Verbände untereinander und zwischen einem Verband und gekuppelten Fahrzeugen.
A.4 Verbot des Begegnens und Überholens
A.5 Stillliegeverbot auf der Seite der Wasserstraße, auf der das Tafelzeichen steht.
A.5.1 Stillliegeverbot auf der Wasserfläche, deren Breite, gemessen vom Aufstellungsort, auf dem Tafelzeichen in Metern angegeben ist.
A.6 Ankerverbot und Verbot des Schleifenlassens von Ankern, Trossen oder Ketten auf der Seite der Wasserstraße, auf der das Tafelzeichen steht.
A.7 Festmacheverbot am Ufer auf der Seite der Wasserstraße, auf der das Tafelzeichen steht.
A.8 Wendeverbot
A.9 Vermeidung von Wellenschlag oder Sogwirkungen
A.9 Vermeidung von Wellenschlag oder Sogwirkungen als Lichtzeichen
A.10 Verbot, außerhalb der angezeigten Begrenzung zu fahren
A.11 Verbot der Einfahrt
A.12 Fahrverbot für Fahrzeuge mit Maschinenantrieb
A.13 Fahrverbot für ein Sportboot
A.14 Verbot des Wasserskilaufens
A.15 Fahrverbot für ein Segelfahrzeug
A.16 Fahrverbot für ein Fahrzeug, das weder mit Maschinenantrieb noch unter Segel fährt
A.17 Verbot des Segelsurfens
A.18 Fahrverbot für ein Wassermotorrad (Wasserscooter, Jetski usw.).
A.20 Bade- und Schwimmverbot

### Gebotszeichen

B.1 Gebot, die durch den Pfeil angezeigte Richtung einzuschlagen
B.2a Gebot, auf die Fahrwasserseite hinüberzufahren, die auf der Backbordseite des Fahrzeugs liegt
B.2b Gebot, auf die Fahrwasserseite hinüberzufahren, die auf der Steuerbordseite des Fahrzeugs liegt
B.3a Gebot, die Fahrwasserseite zu halten, die auf der Backbordseite des Fahrzeugs liegt
B.3b Gebot, die Fahrwasserseite zu halten, die auf der Steuerbordseite des Fahrzeugs liegt
B.4a Gebot, das Fahrwasser nach Backbord zu überqueren
B.4b Gebot, das Fahrwasser nach Steuerbord zu überqueren
B.5 Gebot, unter bestimmten Bedingungen anzuhalten
B.6 Gebot, die angegebene Geschwindigkeit (in km/h) gegenüber dem Ufer nicht zu überschreiten
B.7 Gebot, Schallzeichen zu geben
B.8 Gebot, besondere Vorsicht walten zu lassen
B.9a Gebot, nur dann in die Hauptwasserstraße einzufahren oder sie zu überqueren, wenn dadurch ein Fahrzeug auf der Hauptwasserstraße nicht gezwungen wird, seinen Kurs oder seine Geschwindigkeit zu ändern
B.9b Gebot wie B.9a
B.11a Gebot, Sprechfunk zu benutzen
B.11a Gebot, Sprechfunk zu benutzen
B.11b Gebot, Sprechfunk auf dem angegebenen Kanal zu benutzen
B.11b Gebot, Sprechfunk auf dem angegebenen Kanal zu benutzen
B.12  Gebot, Nutzung von Landstromanschlüssen

### Zeichen für Einschränkungen

C.1 Die Fahrwassertiefe ist begrenzt
C.2 Die lichte Höhe über dem Wasserspiegel ist begrenzt
C.3 Die Breite der Durchfahrtsöffnung oder des Fahrwassers ist begrenzt
C.4 Es bestehen Schifffahrtsbeschränkungen; sie sind auf einer zusätzlichen Tafel unter dem Schifffahrtszeichen angegeben
C.5 Das Fahrwasser ist am rechten (linken) Ufer eingeengt; die Zahl auf dem Zeichen gibt den Abstand in Metern an, in dem sich ein Fahrzeug vom Tafelzeichen entfernt halten muss

### Empfehlende Zeichen

D.1 Empfohlene Durchfahrtsöffnung für Verkehr in beide Richtungen
Empfohlene Durchfahrtsöffnung für Verkehr nur in Richtung, in der die Zeichen sichtbar sind (in der anderen Richtung untersagt)
Empfohlene Durchfahrtsöffnung für Verkehr nur in Richtung, in der die Zeichen sichtbar sind (in der anderen Richtung untersagt), vertikale Variante
D.2 Empfehlung, sich in dem durch die Tafeln begrenzten Raum zu halten
D.3 Empfehlung, in die Richtung des Pfeils zu fahren

### Hinweiszeichen

E.1 Erlaubnis zur Durchfahrt
E.2 Kreuzung einer Hochspannungsleitung
E.3 Hinweis auf ein Wehr
E.4a Nicht frei fahrende Fähre
E.4b Frei fahrende Fähre
E.5 Erlaubnis zum Stillliegen auf der Seite der Wasserstraße, auf der das Zeichen steht
E.5.1 Erlaubnis zum Stillliegen auf der Wasserfläche, deren Breite, gemessen vom Aufstellungsort, auf dem Tafelzeichen in Metern angegeben ist
E.5.2 Erlaubnis zum Stillliegen auf der Wasserfläche zwischen den zwei Entfernungen, die, gemessen vom Aufstellungsort, auf dem Tafelzeichen in Metern angegeben sind
E.5.3 Höchstzahl der Fahrzeuge, die auf der Seite der Wasserstraße, auf der das Tafelzeichen steht, nebeneinander stillliegen dürfen
E.5.4 Liegestelle für ein Fahrzeug der Schubschifffahrt, das nicht nach § 3.14 ein, zwei oder drei blaue Lichter bzw. nach § 3.32 ein, zwei oder drei blaue Kegel[1] führen muss
E.5.5 Liegestelle für ein Fahrzeug der Schubschifffahrt, das ein blaues Licht nach § 3.14 Nr. 1 bzw. einen blauen Kegel nach § 3.32 Nr. 1 führen muss
E.5.6 Liegestelle für ein Fahrzeug der Schubschifffahrt, das zwei blaue Lichter nach § 3.14 Nr. 2 bzw. zwei blaue Kegel nach § 3.32 Nr. 2 führen muss
E.5.7 Liegestelle für ein Fahrzeug der Schubschifffahrt, das drei blaue Lichter nach § 3.14 Nr. 3 bzw. drei blaue Kegel nach § 3.32 Nr. 3 führen muss
E.5.8 Liegestelle für ein anderes Fahrzeug als ein Fahrzeug der Schubschifffahrt, das nicht nach § 3.14 ein, zwei oder drei blaue Lichter bzw. nach § 3.32 ein, zwei oder drei blaue Kegel führen muss
E.5.9 Liegestelle für ein anderes Fahrzeuge als ein Fahrzeug der Schubschifffahrt, das ein blaues Licht nach § 3.14 Nr. 1 bzw. einen blauen Kegel nach § 3.32 Nr. 1 führen muss
E.5.10 Liegestelle für ein anderes Fahrzeug als ein Fahrzeug der Schubschifffahrt, das zwei blaue Lichter nach § 3.14 Nr. 2 bzw. zwei blaue Kegel nach § 3.32 Nr. 2 führen muss
E.5.11 Liegestelle für ein anderes Fahrzeuge als ein Fahrzeug der Schubschifffahrt, das drei blaue Lichter nach § 3.14 Nr. 3 bzw. drei blaue Kegel nach § 3.32 Nr. 3 führen muss
E.5.12 Liegestelle für ein Fahrzeug, das nicht nach § 3.14 ein, zwei oder drei blaue Lichter bzw. nach § 3.32 ein, zwei oder drei blaue Kegel führen muss
E.5.13 Liegestelle für ein Fahrzeug, das ein blaues Licht nach § 3.14 Nr. 1 bzw. einen blauen Kegel nach § 3.32 Nr. 1 führen muss
E.5.14 Liegestelle für ein Fahrzeug, das zwei blaue Lichter nach § 3.14 Nr. 2 bzw. zwei blaue Kegel nach § 3.32 Nr. 2 führen muss
E.5.15 Liegestelle für ein Fahrzeug, das drei blaue Lichter nach § 3.14 Nr. 3 bzw. drei blaue Kegel nach § 3.32 Nr. 3 führen muss
E.6 Erlaubnis zum Ankern auf der Seite der Wasserstraße, auf der das Tafelzeichen steht
E.7 Erlaubnis zum Festmachen am Ufer auf der Seite der Wasserstraße, auf der das Tafelzeichen steht
E.7.1 Erlaubnis zum Festmachen am Ufer für das sofortige Ein- oder Ausladen eines Kraftwagens
E.8 Hinweis auf eine Wendestelle
E.9a Die benutzte Hauptwasserstraße trifft auf eine von beiden Seiten einmündende Nebenwasserstraße
E.9b Die benutzte Hauptwasserstraße trifft auf eine von Steuerbord einmündende Nebenwasserstraße
E.9c Die benutzte Hauptwasserstraße trifft auf eine von Backbord einmündende Nebenwasserstraße
E.10a Die benutzte Nebenwasserstraße trifft auf eine von beiden Seiten einmündende Hauptwasserstraße
E.10b Die benutzte Nebenwasserstraße mündet in eine Hauptwasserstraße ein
E.11 Ende eines Verbots oder eines Gebots, das nur in einer Verkehrsrichtung gilt, oder Ende einer Einschränkung.
E.13 Trinkwasserzapfstelle
E.14 Fernsprechstelle
E.15 Fahrerlaubnis für ein Fahrzeug mit Maschinenantrieb
E.16 Fahrerlaubnis für ein Sportboot
E.17 Wasserskistrecke
E.18 Fahrerlaubnis für ein Segelfahrzeug
E.19 Fahrerlaubnis für ein Fahrzeug, das weder mit Maschinenantrieb noch unter Segel fährt
E.20 Erlaubnis für Segelsurfen
E.21 Nautischer Informationsfunk, im Beispiel Kanal 18
E.22 Fahrerlaubnis für ein Wassermotorrad (Waterscooter, Jetski usw.)
E.23/I Hochwassermarke Marke I
E.23/II Hochwassermarke Marke II
E.24 Kitesurfstrecke
E.25 Landstromanschluss vorhanden
E.26 Hinweis auf ein bestehendes Bade- und/oder Schwimmverbot
Hinweis auf Düker
Genehmigung, Kleinfahrzeuge ins Wasser zu lassen oder heraus zu heben

### Zusätzliche Schilder, Pfeile und Aufschriften

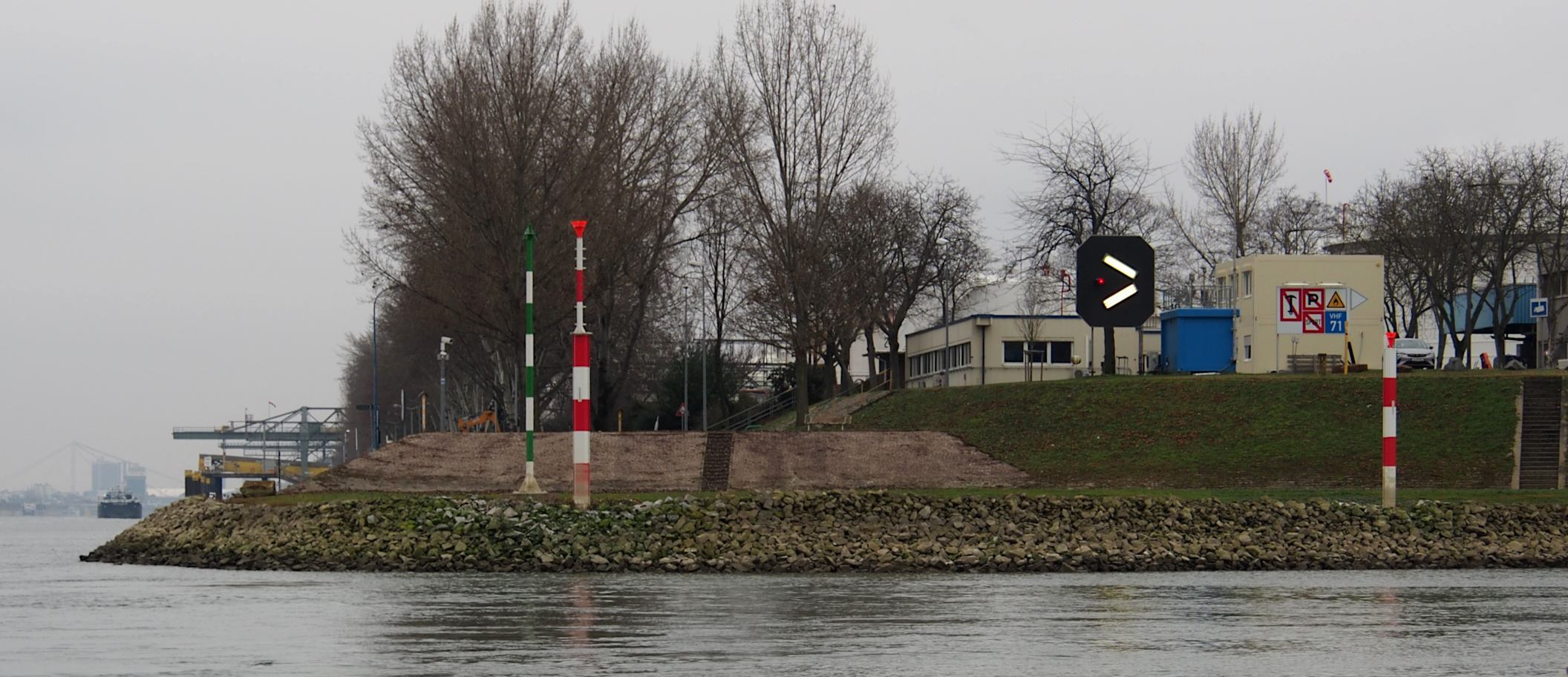
Verbot der Einfahrt, der rote Punkt ist klein

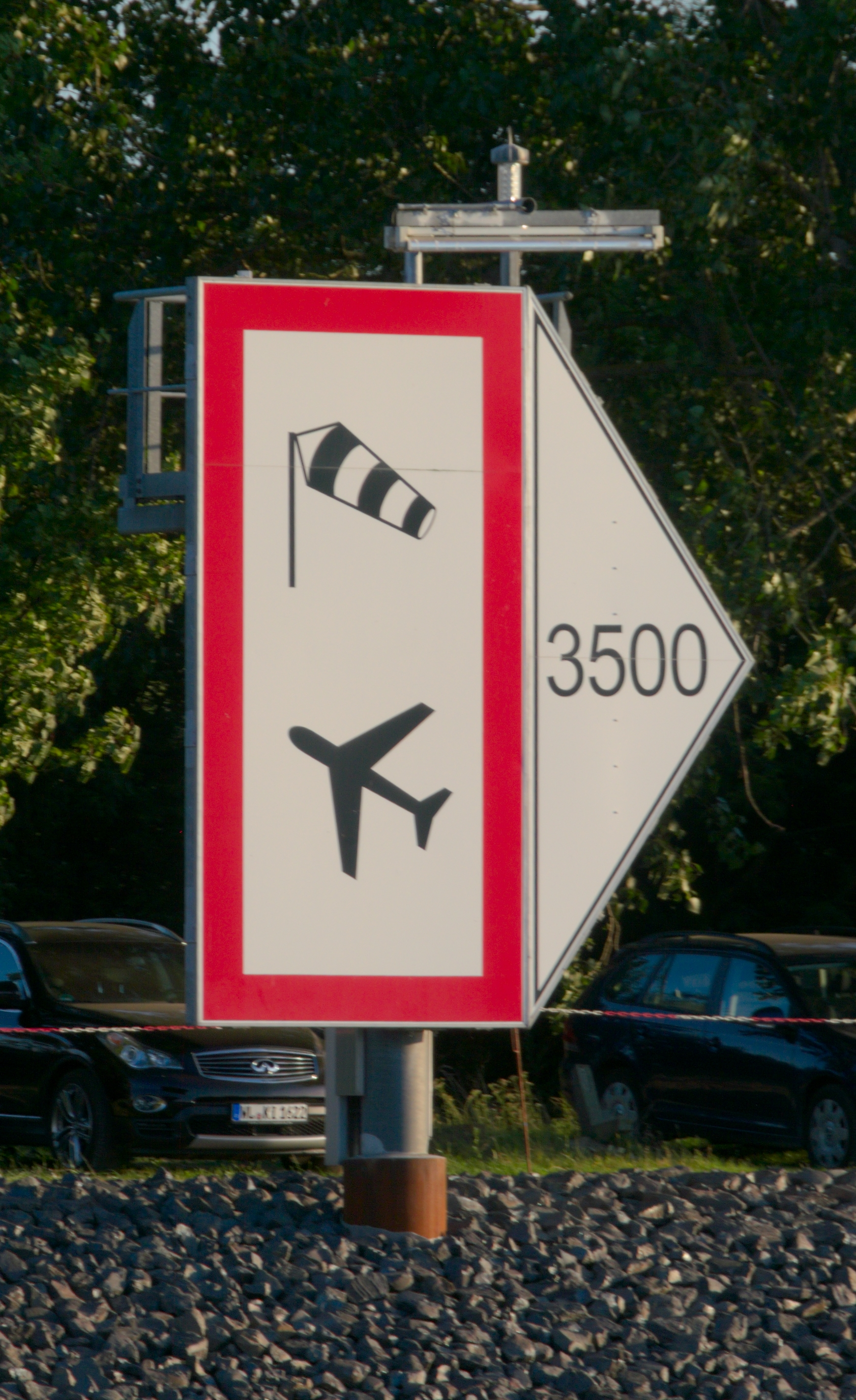
„Vorsicht Wirbelschleppe“: Nicht offizielles Schild an der Elbe in der Nähe des Lotsenhöfts, das vor allem Segler vor dem Werksflugbetrieb bei Airbus Finkenwerder warnt.

Anhalten: Zoll
Achtung Fähre
Einen langen Ton geben
Verbot der Einfahrt in einen Hafen oder in eine Nebenwasserstraße, die in der angezeigten Richtung liegen: rotes Licht und leuchtender Pfeil
Einfahrtzeichen linkes Ufer
Einfahrtzeichen rechtes Ufer
Hinweis auf eine Wendestelle, mit Maximallängenangabe
Bezeichnung einer Wasserskistrecke in Form einer Sondertonne

### Fahrwassertonnenund Körperzeichen

#### Gesperrte Wasserflächen, Lokalsystem

A.17a Fahrverbot für Maschinenfahrzeuge und Wassermotorräder (Badezone)
A.17b Sperrgebiete

#### Fahrwasser,Lateralsystem

B.10 Kennzeichnung der Zufahrt zu Fahrwassern und der Mitte von Schifffahrtswegen
B.11a Backbordseite des Fahrwassers stromab (linkes Ufer), Steuerbordseite des Fahrwassers stromauf (rechtes Ufer)
B.11b Steuerbordseite des Fahrwassers stromab (rechtes Ufer), Backbordseite des Fahrwassers stromauf (linkes Ufer)
Anlage 8 Bild 3 Spaltung des Fahrwassers
Anlage 8 Bild 15 Bezeichnung eines Radarzieles
Anlage 8 Bild 33 Bezeichnung einer gesperrten Wasserfläche

#### Abzweige, Bezeichnung von abzweigenden oder einmündenden Fahrwassern

B.13a Backbordseite des durchgehenden Fahrwassers (stromab) / Steuerbordseite des abzweigenden oder einmündenden Fahrwassers
B.13b Steuerbordseite des durchgehenden Fahrwassers (stromab) / Backbordseite des abzweigenden oder einmündenden Fahrwassers

#### Bezeichnung von Hindernissen im Fahrwasser

Anlage 8 Bild 8 Hindernis auf der rechten Seite
Anlage 8 Bild 9 Hindernis auf der linken Seite

#### Reeden, Lokalsystem

B.14a Allgemeine Reeden
B.14b Reeden für Fahrzeuge, die bestimmte gefährliche Güter befördern
B.14c Reeden für unter Quarantäne stehende Fahrzeuge

#### Gefahrenstellen,Kardinalsystem

B.15 Gefahrenstellen

Die Spitzen der Toppzeichen geben an, wo sich der schwarze Tonnenanstrich befindet.

B.15a Nord-Kardinal-Zeichen
B.15b Ost-Kardinal-Zeichen
B.15c Süd-Kardinal-Zeichen
B.15d West-Kardinal-Zeichen

#### Feuer-Kardinalzeichen

B.15a Nord-Kardinal-Zeichen: Funkelfeuer mit dauerndem Funkel
B.15b Ost-Kardinal-Zeichen: Funkelfeuer mit Gruppen von 3 Funkeln
B.15c Süd-Kardinal-Zeichen: Funkelfeuer mit Gruppen von 6 Funkeln und 1 Blink
B.15d West-Kardinal-Zeichen: Funkelfeuer mit Gruppen von 9 Funkeln
B.15 Gefahrenstellen Nord: Q Ost: Q(3)10s Süd: Q(6)+LFl.15s West: Q(9)15s
B.15a Nord-Kardinal-Zeichen Q ununterbrochene Blitze 1 Blitz pro Sekunde
B.15b Ost-Kardinal-Zeichen Q(3)10s 3 Blitze + Pause in 10 Sekunden
B.15c Süd-Kardinal-Zeichen Q(6)+LFl.15s 6 Blitze + 1 Blink + Pause in 15 Sekunden
B.15d West-Kardinal-Zeichen Q(9)15s 9 Blitze + Pause in 15 Sekunden

- B.15 Gefahrenstellen 
 Nord: Q 
 Ost:   Q(3)10s 
 Süd:   Q(6)+LFl.15s 
 West: Q(9)15s
- B.15a Nord-Kardinal-Zeichen 
 Q 
 = ununterbrochene Blitze 
 1 Blitz pro Sekunde
- B.15b Ost-Kardinal-Zeichen 
 Q(3)10s 
 = 3 Blitze + Pause 
 in 10 Sekunden
- B.15c Süd-Kardinal-Zeichen 
 Q(6)+LFl.15s 
 = 6 Blitze + 1 Blink + Pause 
 in 15 Sekunden
- B.15d West-Kardinal-Zeichen 
 Q(9)15s 
 = 9 Blitze + Pause 
 in 15 Sekunden

#### Einzelgefahrenstelle

B.15e Einzelgefahrenstelle

#### Besondere Gefahrenstelle

B.16 Besondere Gebiete und Stellen
B.17 Festmachetonne